# Ivor Bell
Ivor Bell (irisch Éibhear Mac Giolla Mhaoil, * 1936 oder 1937) ist ein ehemaliges führendes Mitglied der Provisional Irish Republican Army (IRA) aus Belfast. Innerhalb der IRA stieg er bis zum IRA-Stabschef (Chief of Staff) auf. Lange Zeit war er ein enger Vertrauter und Verbündeter von Gerry Adams, bevor Bell sich mit ihm entzweite und 1985 aus der IRA ausgeschlossen wurde.

## Belfast Brigade

### Anfänge
Bell trat der Irish Republican Army (IRA) während ihrer sogenannten Border Campaign (1956–1962) bei. Als die IRA 1962 die Waffen niederlegte und das Ende der Border Campaign verkündete, verließ er die Untergrundorganisation enttäuscht. Als die Gewalt 1969 in Nordirland eskalierte und der Nordirlandkonflikt begann, spaltete sich die IRA in die politisch bzw. sozialistisch orientierte Official Irish Republican Army und die anfangs fast rein militaristische Provisional Irish Republican Army. Bell schloss sich daraufhin 1970 der Provisional IRA in Belfast an. Dort wurde er zuerst der Kommandeur der B Kompanie des 2. Bataillons der Belfast Brigade. Diese Kompanie war im Bereich der Kashmir Road aktiv. Bald darauf war er bereits hinter Gerry Adams stellvertretender Kommandeur des 2. Bataillons.
Nach Einführung der Internment-Politik der nordirischen und britischen Regierungen am 9. August 1971 gab der damalige Kommandeur der Belfast Brigade Joe Cahill am folgenden Tag eine öffentliche Pressekonferenz in einer Schule im Stadtteil Ballymurphy, in der er behauptete, dass die IRA durch die Internierungen nicht geschwächt worden sei. Cahill musste dennoch nach diesem Propaganda-Coup in die Republik Irland fliehen, um einer möglichen Festnahme zu entgehen. Deshalb übernahm Seamus Twomey Cahills Position als Brigadekommandeur. Von Twomey wurde Bell nun als Operations Officer (Einsatzleiter) in den Stab der Brigade beordert. Im folgenden Jahr wurde er Twomeys Stellvertreter, nachdem der vorherige Stellvertreter Gerry Adams am 14. März 1972 von der britischen Armee verhaftet und interniert wurde.

### Führung
Am 26. Juni 1972 erklärte die IRA einen vorübergehenden Waffenstillstand, woraufhin sich eine IRA-Delegation mit einer britischen Delegation unter der Leitung des damaligen Nordirlandministers William Whitelaw am 7. Juli 1972 zu Geheimgesprächen in London traf. Bell gehörte zu den anwesenden IRA-Führern, wie auch Gerry Adams, der für dieses Treffen extra freigelassen wurde. Die anderen IRA-Führer waren Seán Mac Stíofáin, Dáithí Ó Conaill, Seamus Twomey und Martin McGuinness. Die Gespräche verliefen wenig konstruktiv, so dass der Waffenstillstand von der IRA bereits zwei Tage später aufgehoben wurde.
Bell war zusammen mit den anderen IRA-Kommandeuren im Belfaster Stab, wie Twomey, Adams und Brendan Hughes, für die Planung und Organisation mehrere schwerer Bombenanschläge in Belfast verantwortlich. Darunter waren der Anschlag auf das Abercorn Restaurant am 4. März 1972, bei dem zwei Menschen getötet und über einhundert verletzt wurden; der Anschlag in der Donegall Street am 20. März 1972, bei dem sieben Menschen getötet und wieder über einhundert verletzt wurden; sowie der sogenannte Bloody Friday am 21. Juli 1972. Bei dieser Anschlagsserie am 21. Juli explodierten in etwas über einer Stunde zwischen 19 und 22 Autobomben in ganz Belfast – neun von ihnen innerhalb von 18 Minuten und sechs innerhalb von drei Minuten. Dabei wurden neun Menschen getötet und erneut über einhundert verletzt. Unter den Verletzten aller dieser Anschläge gab es viele Schwerverletzte, die teils schreckliche Verstümmelungen davongetragen haben. Die IRA behauptete zwar, dass sie keine zivilen Opfer absichtlich töte, und dass die britischen Sicherheitskräfte auf die Warnungen oft nicht richtig reagiert hätten, jedoch lösten diese Attentate, besonders Bloody Friday, nicht nur in der weiten Öffentlichkeit, sondern selbst unter den meisten IRA-Sympathisanten Abscheu und Empörung aus. Bis 1972 hatte die IRA gerade in West Belfast viele Gebiete unter ihrer Kontrolle, aber nun marschierte die britische Armee in einer großen Aktion namens Operation Motorman am 31. Juli 1972 in solche Gebiete ein und baute dort dauerhafte befestigte Posten, um die Bewegungsfreiheit der IRA erheblich einzuschränken. Nach diesem Rückschlag wurde Seamus Twomey, wie zuvor Joe Cahill, als Brigade-Kommandeur abgelöst und nach Dublin ins General Headquarters (GHQ), den Generalstab der IRA, geschickt, um die Belfaster IRA dort zu vertreten. Sein Nachfolger wurde Gerry Adams und dessen Stellvertreter Ivor Bell.

## Ermordung Jean McConvilles
Im Juli 2016 entschied ein Richter in Belfast, dass die Beweislage ausreichend sei, dass Bell sich wegen der Beteiligung an der Entführung und des Mordes an Jean McConville sowie wegen der Mitgliedschaft in der IRA vor Gericht verantworten muss. Jean McConville war die erste der sogenannten „Verschwundenen“, die von der IRA des Verrats beschuldigt und nach ihrer Ermordung in unmarkierten Gräbern begraben wurden.

## Long Kesh
Am 19. Juli 1973 wurden Adams sowie weitere führende Mitglieder der IRA in Belfast festgenommen und interniert. Infolgedessen wurde Bell der neue Kommandeur der Brigade. Im Februar 1974 verhafteten ihn die britischen Sicherheitskräfte aber ebenfalls. Zwar konnte er am 15. April 1974 aus dem Internierungslager Long Kesh fliehen, indem er seinen Platz mit einem Besucher tauschte, jedoch gelang es den Sicherheitskräften, ihn bereits zwei Wochen später wieder in South Belfast in der Malone Road festzunehmen.
Zurück in Long Kesh war er zusammen mit Gerry Adams und Brendan Hughes eingesperrt. Als die IRA-Führung im Februar 1975 erneut einen Waffenstillstand ausrief und wieder mit britischen Vertretern geheim verhandelte, waren Bell und seine beiden Kameraden skeptisch. Der Waffenstillstand endete im Januar 1976. Adams, Bell und Hughes warfen der Führung Inkompetenz und die Schwächung der Kampfkraft sowie der Moral der IRA vor. Im Internierungslager entwarfen sie eine neue Struktur der IRA. Damit ihre Einheiten beispielsweise möglichst schwer zu infiltrieren wären, sollte die Untergrundorganisation in Zukunft eine Zellenstruktur und einen gesamtverantwortlichen inneren Sicherheitsdienst haben. Außerdem sollte die IRA in ein Northern Command und ein Southern Command aufgeteilt werden. Die IRA sollte des Weiteren eher auf einen langen Krieg setzen, als auf einen schnellen militärischen Sieg, sowie ein sogenanntes Green Book entwickeln.
Die Gruppe suchte sich mit Brian Keenan und Martin McGuinness Verbündete außerhalb des Gefängnisses, die ebenfalls eine Neuorganisation propagierten. Am Ende wurden die Vorschläge von der IRA-Führung übernommen. Als die irische Polizei Garda Síochána den damaligen IRA-Stabschef Seamus Twomey im Dezember in Dublin festnahm, hatte dieser eine schriftliche Kopie der Restrukturierungspläne bei sich.

## Armeerat
Nach seiner Freilassung 1977 berief man Bell schon bald in den siebenköpfigen Armeerat, das oberste Führungsgremium der IRA. Dort wurde er im weiteren Verlauf Kommandeur des Northern Commands und später der Stellvertreter des Stabschefs Martin McGuinness. Als die IRA und Sinn Féin begannen, sich im Verlauf des Hungerstreiks im Maze-Gefängnis 1981 zu politisieren und an Wahlen teilzunehmen, unterstützte dies Bell zuerst. Zusammen mit Adams manövrierte er die alte südirische Führungsriege um Ruairí Ó Brádaigh und Dáithí Ó Conaill aus, sodass die IRA und Sinn Féin ihre seit 1972 geltende Éire-Nua-Politik (hauptsächlich Föderalismus) verwarfen und einen Linksruck vollzogen. Im Herbst 1982 wurde Bell vom Armeerat zum neuen Stabschef gewählt. Im September 1983 verhafteten ihn die britischen Sicherheitskräfte jedoch erneut, da er vom Kronzeugen Robert „Beano“ Lean, dem damaligen stellvertretenden Kommandeur der Belfast Brigade, mit weiteren 27 hochrangigen IRA-Mitgliedern verraten wurde. Nachdem Lean seine Aussagen zurückgezogen hatte, mussten die Behörden Bell wieder freilassen, woraufhin er seinen Platz im Armeerat wieder einnahm. Seinen Posten als Stabschef hatte er aber an Kevin McKenna verloren. Seine neue Aufgabe war es nun, in Europa Waffen für die IRA zu akquirieren und als Botschafter für Libyen, das der IRA bereits in den 1970er Jahren Waffen lieferte, zu agieren.

### IRA-Ausschluss
Zur gleichen Zeit begann er, die zunehmende Politisierung der irisch-republikanischen Bewegung unter Adams Führung zu kritisieren, da diese dem bewaffneten Kampf schade. Er fing an, Verbündete aus dem Northern Command und der Belfast Brigade um sich zu scharen, wie seine Lebensgefährtin Anne Boyle, Sean McIlvenna (Einsatzleiter im Northern Command), Eddie Carmichael (Brigadekommandeur in Belfast), Anto Murray und Daniel McCann, um ungewünschte Personen in der Führung abzuwählen. Als diese den geplanten „Putsch“ bemerkten, schloss die IRA Bell, Boyle, Carmichael, McCann und Murray Ende 1985 wegen Verrats aus der Untergrundorganisation aus. Letztere zwei wurden jedoch später wieder aufgenommen. McIlvenna verstarb bereits ein Jahr zuvor bei einem Schusswechsel mit der nordirischen Polizei Royal Ulster Constabulary (RUC). Bell und Boyle leben bis heute gemeinsam, zurückgezogen in West Belfast.